# Aero A-20
Aero A-20 – czechosłowacki samolot myśliwski z okresu międzywojennego.

## Historia
W 1923 roku w wytwórni lotniczej Aero, opierając się na konstrukcji samolotu Aero A-18 i sugestiach czechosłowackiego Ministerstwa Obrony, konstruktor Antonín Husník opracował nowy samolot myśliwski, który oznaczono jako A-20, główną zmianą było zastosowanie w nim budowanego na licencji silnika Škoda HS.8Fb. 
Prototyp samolotu A-20 został oblatany w 1923 roku, a następnie przeszedł testy wojskowe, jednak nie zyskał on poparcia ani zamówień wojskowych. W związku z tym zaniechano dalszych prac nad jego rozwojem. Zbudowano jedynie prototyp.

## Służba
Samolot Aero A-20 uczestniczył jedynie w testach fabrycznych i pokazach dla wojska.

## Konstrukcja
Samolot myśliwski Aero A-20 był dwupłatem o konstrukcji mieszanej. Kadłub mieścił odkrytą kabinę pilota, a przed nią umieszczono silnik. Napęd stanowił silnik widlasty w układzie V, 8-cylindrowy chłodzony cieczą. Podwozie klasyczne, stałe.
Uzbrojenie stanowiły 2 synchronizowane karabiny maszynowe Vickers kal. 7,7 mm umieszczone nad silnikiem po obu stronach kabiny.